# Zosterop de les Bonin
El zosterop de les Bonin (Apalopteron familiare) és una espècie d'ocell de la família dels zosteròpids (Zosteropidae) i única espècie del gènere Apalopteron Bonaparte, 1854. Habita arbusts amb flors, palmeres i Pandanus de les illes Bonin, al sud del Japó.